# Nathrius berlandi
Nathrius berlandi là một loài bọ cánh cứng trong họ Cerambycidae.